# District de Xinzhou (Shangrao)
Pour les articles homonymes, voir Xinzhou (homonymie).
Le district de Xinzhou (信州区 ; pinyin : Xìnzhōu Qū) est une subdivision administrative de la province du Jiangxi en Chine. Il est placé sous la juridiction de la ville-préfecture de Shangrao.